# John Mullan
John Mullan é professor universitário de inglês na University College London. É especialista em literatura do século XVIII, atualmente a escrever o volume de 1709-1784 da História Literária Inglesa de Oxford.
Ele escreveu uma coluna semanal sobre ficção contemporânea para o The Guardian  e revistas literárias para a London Review of Books  e o New Statesman.  Foi colaborador da BBC Two Newsnight Review e da BBC Radio 4 In Our Time. Foi também o juiz do O Melhor do Booker em 2008 e o próprio Prémio Man Booker em 2009.
Educado na Downside School e King's College, em Cambridge, foi pesquisador na Jesus College, em Cambridge, e professor na Fitzwilliam College, Cambridge, antes de se mudar para a UCL em 1994.